# Gansufnittertrast
Gansufnittertrast (Ianthocincla sukatschewi) är en fåtalig tätting i familjen fnittertrastar som är endemisk för Kina.

## Utseende och läten
Gansufnittertrasten är en 27-31 cm lång, rätt enfärgad fnittertrast med karakteristiskt snövita kinder och örontäckare. Vidare syns stora vita teckningar på tertialspetsarna och yttre stjärtfjädrarna, gråkantade ving- och stjärtpennor och djupt beige övre stjärttäckare och undergump. Liknande nordlig fnittertrast är huvudsakligen askgrå och saknar denna arts vita kinder och örontäckare. Sången är ett upprepat och gällt "hwii-u hwii-u or h'wi-i h'wi-i". Den yttrar även olika raspande, gnissliga och tjattrande läten.

## Utbredning och systematik
Gansufnittertrasten förekommer i sydvästra Kina, i bergsskogarna i södra Gansu och angränsande Sichuan. Den behandlas som monotypisk, det vill säga att den inte delas in i några underarter.

### Släktestillhörighet
Gansufnittertrasten placeras traditionellt i det stora fnittertrastsläktet Garrulax men tongivande Clements et al lyfter ut den och ett antal andra arter till släktet Ianthocincla efter DNA-studier. Senare studier bekräftar att Garrulax består av flera, äldre klader, varför denna linje följs här.

## Levnadssätt
Kunskapen om gansufnittertrastems biotopval är begränsad. Den har observerats i olika typer av tempererade skogstyper, vanligen med undervegetation av bambu och andra snår. De flesta rapporter är från 2000-3500 meters höjd. Den födosöker på marken på jakt efter ryggradslösa djur, frön och bär.

## Status och hot
Gansufnittertrasten är en dåligt känd fågel art med en liten population bestående av endast 3 500 till 15 000 individer. Utbredningsområdet är vidare mycket fragmenterat och arten minskar i antal till följd av skogsavverkning. Internationella naturvårdsunionen IUCN kategoriserar därför arten som sårbar.

## Namn
Fågelns vetenskapliga artnamn hedrar Vladimir Platonovitj Sukatjov, rysk filantrop och grundare av Irkutsks regionala konstmuseum i Irkutsk. Fram tills nyligen kallades den även sukatjovfnittertrast på svenska, men justerades 2022 till ett enklare och mer informativt namn av BirdLife Sveriges taxonomikommitté.